# Hanns Haas (Historiker)
Hanns Haas (* 21. Jänner 1943 in Horn) ist ein österreichischer Historiker und emeritierter Hochschullehrer.

## Leben
Er studierte von 1962 bis 1968 Geschichte und Germanistik in Wien und Salzburg (Promotion: Österreich-Ungarn als Friedensproblem. Aspekte der Friedensregelung auf dem Gebiet der Habsburgermonarchie in den Jahren 1918–1919) sowie Tschechische Sprache in Prag. Seit 1964 arbeitete er als Wissenschaftliche Hilfskraft an der Universität Salzburg. 
Nach der Habilitation 1977/1978 wurde er 1978 Universitätsdozent für Österreichische Geschichte, 1996 erhielt er an der Universität Salzburg den Lehrstuhl für Österreichische Geschichte. Ende September 2011 wurde er emeritiert.
Seine Forschungsschwerpunkte sind regionale Gesellschafts- und Kulturgeschichte; Bürgertum im 19. und 20. Jahrhundert; Nationalbewusstsein und Volksgruppenfragen und internationale Beziehungen in der Zwischenkriegszeit.
Salzburg ehrte Haas 2011 für seine Verdienste um die Stadt mit der Verleihung des Stadtsiegels in Gold. Gewürdigt wurde unter anderem seinen Einsatz beim Aufbau des selbstständigen Salzburger Stadtarchivs und sein Engagement gegen alle Formen von Faschismus und Neonazismus. So gehörte Haas der Jury für das Antifaschismus-Mahnmal in der Stadt an, hielt zahllose Vorträge in Bild Bildungseinrichtungen als Teil der „Aktion Zeitgeschichte“ des Unterrichtsministeriums und koordinierte über Jahrzehnte die Zeitzeugen-Aktion an Schulen.

## Schriften (Auswahl)
- mit Karl Stuhlpfarrer: Österreich und seine Slowenen. Wien 1977, ISBN 3-85392-014-4.
- Geschichte der böhmischen Länder vom 16. Jhdt. bis heute. Aigen-Voglhub 1996, OCLC 464085550.